# Actinote bulis
Actinote bulis är en fjärilsart som beskrevs av Jordan 1913. Actinote bulis ingår i släktet Actinote och familjen praktfjärilar. Inga underarter finns listade i Catalogue of Life.